# Zawadzkie (gromada 1954)
Zawadzkie – dawna gromada, czyli najmniejsza jednostka podziału terytorialnego Polskiej Rzeczypospolitej Ludowej w latach 1954–1972.
Gromady, z gromadzkimi radami narodowymi (GRN) jako organami władzy najniższego stopnia na wsi, funkcjonowały od reformy reorganizującej administrację wiejską przeprowadzonej jesienią 1954 do momentu ich zniesienia z dniem 1 stycznia 1973, tym samym wypierając organizację gminną w latach 1954–1972.
Gromadę Zawadzkie z siedzibą GRN w Zawadzkiem (wówczas wsi) utworzono – jako jedną z 8759 gromad na obszarze Polski – w powiecie strzeleckim w woj. opolskim, na mocy uchwały nr VII/30/54 WRN w Opolu z dnia 4 października 1954. W skład jednostki wszedł obszar dotychczasowej gromady Zawadzkie ze zniesionej gminy Zawadzkie – w tymże powiecie.
13 listopada 1954, po pięciu tygodniach, gromadę Zawadzkie zniesiono w związku z nadaniem jej statusu osiedla,  dla którego ustalono 35 członków osiedlowej rady narodowej.
18 lipca 1962 Zawadzkie otrzymały status miasta. 1 stycznia 1973 w powiecie strzeleckim reaktywowano zniesioną w 1954 roku gminę Zawadzkie, początkowo odrębną od miasta Zawadzkie, a 1 lutego 1992 przekształconą w gminę miejsko-wiejską.